# KBL 올스타전 2016-17
2016-2017 KCC 프로농구 올스타전은 2017년 1월 21일에 사직실내체육관에서 열린 한국 프로농구의 올스타전 시합이다.

## 올스타전 출장 선수
<굵은 글씨는 베스트 5>

### 주니어팀 (국내선수 1990년생 이하, 외국선수 1987년생 이하)
- 감독 : 이상민 (서울 삼성 썬더스)
- 코치 : 손창환 (안양 KGC 인삼공사), 송영진 (부산 KT 소닉붐),
- 가드 : 허웅 (원주 동부 프로미), 김지후 (전주 KCC 이지스), 이재도 (부산 KT 소닉붐), 키퍼 사익스 (안양 KGC 인삼공사)
- 포워드 : 이승현 (고양 오리온 오리온스), 마이클 크레익 (서울 삼성 썬더스), 송교창 (전주 KCC 이지스), 정효근 (인천 전자랜드 엘리펀츠)
- 센터 : 김종규 (창원 LG 세이커스), 김준일 (서울 삼성 썬더스), 리카르도 라틀리프 (서울 삼성 썬더스), 장재석 (고양 오리온 오리온스)

### 시니어팀 (국내선수 1989년생 이상, 외국선수 1986년생 이상)
- 감독 : 추일승 (고양 오리온 오리온스)
- 코치 : 김재훈 (울산 모비스 피버스), 김승환 (인천 전자랜드 엘리펀츠),
- 가드 : 김태술 (서울 삼성 썬더스), 김선형 (서울 SK 나이츠), 이정현 (안양 KGC 인삼공사), 오데리언 바셋 (고양 오리온 오리온스), 박찬희 (인천 전자랜드 엘리펀츠)
- 포워드 : 함지훈 (울산 모비스 피버스), 김주성 (원주 동부 프로미), 애런 헤인즈 (고양 오리온 오리온스), 박상오 (부산 KT 소닉붐),
- 센터 : 오세근 (안양 KGC인삼공사), 찰스 로드 (울산 모비스 피버스), 제임스 메이스 (창원 LG 세이커스)

## 덩크슛 컨테스트

### 국내선수 덩크슛 컨테스트 참가 선수
<굵은 글씨는 우승자>
김현민 (부산 KT 소닉붐), 김종규 (창원 LG 세이커스),

### 외국선수 덩크슛 컨테스트 참가 선수
<굵은 글씨는 우승자>
마이클 크레익 (서울 삼성 썬더스), 오데리언 바셋 (고양 오리온 오리온스)

## 3점슛 컨테스트

### 3점슛 컨테스트 참가 선수
전준범 (울산 모비스 피버스), 김지후 (전주 KCC 이지스),
| KBL 올스타전                                 | KBL 올스타전                                 | KBL 올스타전                                    |
| -------------------------------------------- | -------------------------------------------- | ----------------------------------------------- |
| 이전 대회                                    | 2016-2017 KCC 프로 농구 올스타전 (2017.1.22) | 다음 대회                                       |
| 2015-2016 KCC 프로 농구 올스타전 (2016.1.10) | 2016-2017 KCC 프로 농구 올스타전 (2017.1.22) | 2017-2018 정관장 프로 농구 올스타전 (2018.1.14) |